# Josep Maria Corominas Planellas
Josep Maria Corominas Planellas (Llançà, 1906 - Serinyà, 8 de juliol de 1984) fou metge de professió, membre d'una llarga nissaga banyolina de metges, que continua el seu fill August. Exercí de metge a Banyoles i Serinyà, en aquest últim municipi des del 1932 fins a la seva jubilació el 1976. Era Membre Corresponent de la Reial Acadèmia de Medicina de Barcelona i va rebre diverses distincions pels seus estudis mèdics. Fou guanyador del premi de l'Acadèmia de medicina l'any 1952.
Participà en la majoria de les iniciatives culturals de la comarca. Fou un dels fundadors del Centre Excursionista de Banyoles, de l'Associació d'Amics de Besalú i del Centre d'Estudis Comarcals de Banyoles. Malgrat la seva dedicació a la medicina serà recordat sobretot, en els àmbits científics, pels seus treballs d'investigació sobre la Prehistòria de la comarca. Fou director del Museu Arqueològic Comarcal de Banyoles, format l'any 1933 arran de la descoberta de la vil·la romana de Vilauba, i també del Museu Municipal Darder d'Història Natural.
L'any 1933 va començar a garbellar les terres extretes per Pere Alsius i Josep Bosoms a la Bora Gran d'En Carreras (Serinyà), recuperant milers de micròlits geomètrics de sílex del Magdalenià final. Després de la Guerra Civil fou nomenat Comissari Local d'Excavacions Arqueològiques i, com a tal, va realitzar nombroses excavacions arqueològiques a les coves de Serinyà i Martís (Mariver i Encantades), entre 1943 i 1974. D'aquestes excavacions cal destacar la de la cova del Reclau Viver de Serinyà (1944-1948), que va resultar ser el més important jaciment del Paleolític superior de Catalunya, amb una seqüència cultural gairebé completa: aurinyacià, gravetià i solutrià.
Era germà de l'escriptor Frederic Corominas Planellas (1910-2014) i va ser nomenat Fill adoptiu de Serinyà el 1982. La seva obra científica més important la va realitzar entre 1940 i 1950, encara que va continuar escrivint fins als anys 1960-1970.

## Obra[5]
- Hallazgo de 8 dracmas y cuatro divisores en Seriñá. Anales del Instituto de Estudios Gerundenses del patronato "José Mª Quadrado", vol.1 (1944).
- La cueva del Reclau Viver de Seriñá. Instituto de Estudios Gerundenses (1946).
- El mesolítico de la cueva d'en Mollet de Seriñá. Instituto de Estudios Gerundenses (1948).
- El Auriñaciense y el Solutrense en Seriñá. Cuadernos del Centro de Estudios Comarcales de Bañolas (1948).
- La colección Corominas de la Bora Gran. Instituto de Estudios Pirenaicos (1949).
- Las puntas de la Gravette en Seriñá. IV Congreso Internacional de Ciencias Prehistóricas y Protohistóricas, Madrid (1954).
- Biografía de Luis G. Constans M.D. Cuadernos del Centro de Estudios Comarcales de Banyoles (1956).
- El museo municipal Darder de Bañolas. Instituto de Estudios Gerundenses (1959).
- La comarca de Bañolas. Catalogo monumental de la provincia de Gerona (1967).
- Personalitat del Prehistoriador banyolí Pere Alsius i Torrent. Revista de Gerona, núm.75, 1976 (1976)